# Sęp uszaty
Sęp uszaty (Torgos tracheliotos) – gatunek dużego ptaka padlinożernego z podrodziny jastrzębi (Accipitrinae) w rodzinie jastrzębiowatych (Accipitridae), jedyny przedstawiciel monotypowego rodzaju Torgos. Zamieszkuje Afrykę oraz Półwysep Arabski. Zagrożony wyginięciem.

## Zasięg występowania
Sęp uszaty występuje w zależności od podgatunku:
- T. tracheliotos negevensis – Półwysep Arabski; w południowym Izraelu wymarły.
- T. tracheliotos nubicus – Egipt, Sudan, Somalia i Etiopia.
- T. tracheliotos tracheliotos – Afryka na południe od Sahary; wymarł w północno-zachodniej Afryce (południowo-zachodnie Maroko, Sahara Zachodnia).

Międzynarodowy Komitet Ornitologiczny (IOC) nie uznaje podgatunku nubicus i traktuje go jako synonim podgatunku nominatywnego.

## Taksonomia

### Etymologia
- Torgos: gr. τοργος torgos „sęp”[15].
- Setogyps: łac. saeta lub seta „jeżyć się”; gr. γυψ gups, γυπος gupos „sęp”[16].
- Otogyps (Otagyps): gr. ους ous, ωτος ōtos „ucho”; γυψ gups, γυπος gupos „sęp”[17].
- tracheliotos: gr. τραχηλια trakhēlia „poślednie mięso i chrząstki z karku”, od τραχηλος trakhēlos „szyja”; ους ous, ωτος ōtos „ucho”[18].
- auricularis: średniowiecznołac. auricularis „ucho, uszaty”, od łac. auricula „ucho”, od zdrobnienia auris „ucho”[19].
- nubicus: nowołac. Nubicus „Nubijczyk”, od łac. Nuba „Nubijczyk”[20].
- negevensis: pustynia Negew, południowy Izrael[21].

## Morfologia
Osiąga długość ciała 115 cm, rozpiętość skrzydeł 280 cm; masa ciała 5400–9400 g. Ubarwienie: wierzch brązowy, spód skrzydeł ciemny z białawym pasmem z przodu, spód tułowia białawy, długie beżowe i prawie czarne pióra na piersi. Głowa nieopierzona, czerwona, ogon klinowaty. Sęp uszaty dysponuje najmocniejszym dziobem spośród afrykańskich sępów, pozwalającym mu przedrzeć się przez grube i twarde skóry dużych ssaków, z którymi nie radzą sobie inne sępy.

## Rozród

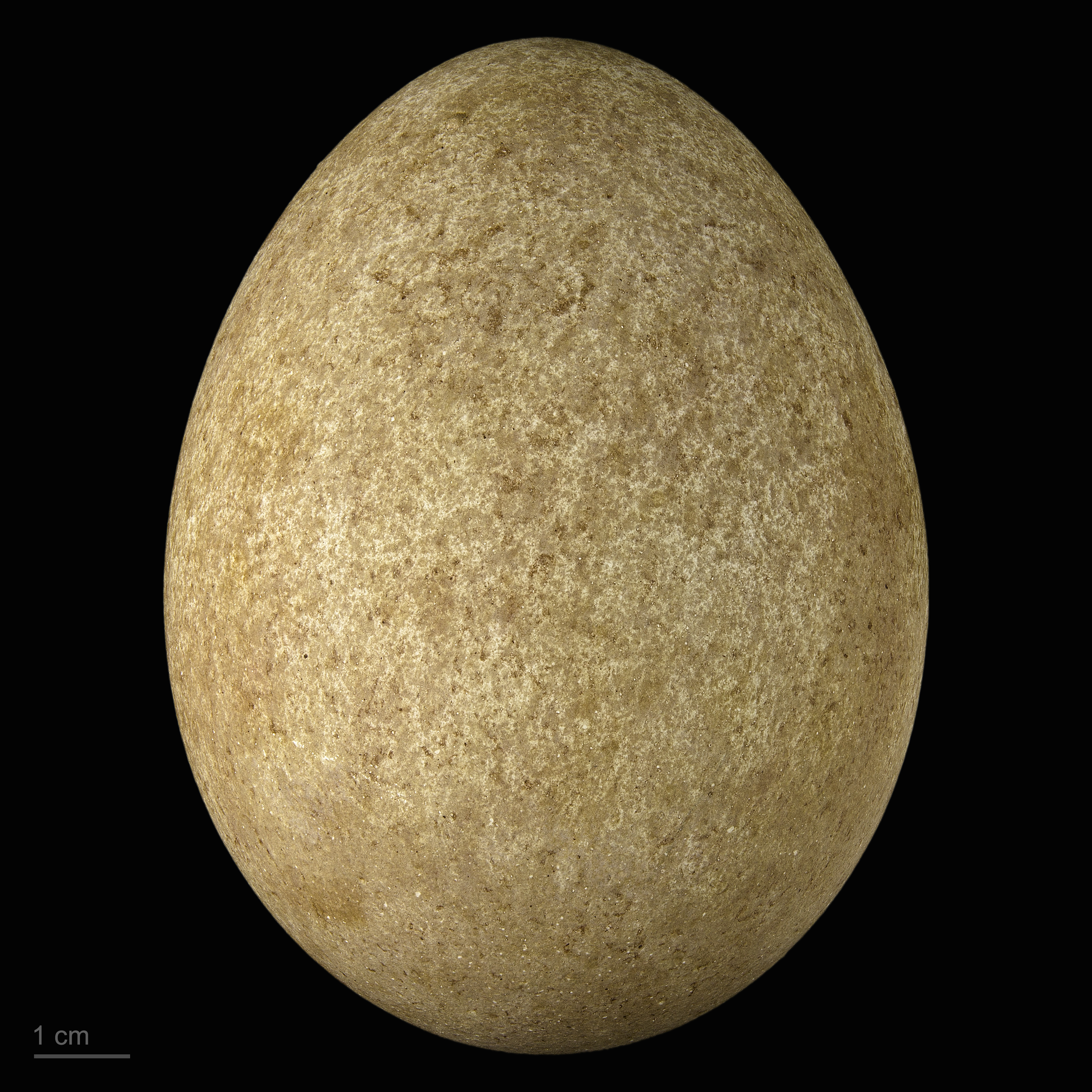
Jajo z kolekcji muzealnej

Na większości zasięgu występowania składanie jaj rozpoczyna się w maju. Na niektórych obszarach, np. w Namibii, rozmnażanie jest odwrotnie skorelowane z opadami deszczu, prawdopodobnie z powodu większej śmiertelności ssaków kopytnych w okresach suchych. Ptak ten nie gniazduje kolonijnie, chociaż pary mają tendencję do gniazdowania w bardzo luźnych grupach z gniazdami oddalonymi o około 1 km od siebie. Gniazdo to duża, zbudowana z patyków platforma o średnicy do 2 m, zwykle umieszczona na szczycie małego, izolowanego drzewa. W zniesieniu zwykle jedno jajo (rzadko dwa), matowobiałe z czerwonobrązowymi plamkami. Okres inkubacji wynosi około 56 dni. Para dzieli się obowiązkami rodzicielskimi. Ptaki osiągają dojrzałość płciową w wieku pięciu lub sześciu lat.

## Status
Międzynarodowa Unia Ochrony Przyrody (IUCN) od 2015 roku uznaje sępa uszatego za gatunek zagrożony (EN – endangered); wcześniej – od 2000 roku miał on status gatunku narażonego (VU – vulnerable), a od 1988 roku – gatunku najmniejszej troski. Liczebność światowej populacji szacuje się na około 5700 dorosłych osobników, a jej trend uznaje się za silnie spadkowy.